# Église Saint-Gervais-et-Saint-Protais de Chouy
L'église Saint-Gervais-et-Saint-Protais est une église située à Chouy, en France.

## Localisation
L'église est située sur la commune de Chouy, dans le département de l'Aisne.

## Historique
L'édifice est bâti pendant la 2e moitié du 15e siècle et la 1ère moitié du XVIe siècle.
Le monument est classé au titre des monuments historiques en 1921.